# Bergtjärnen (Hammerdals socken, Jämtland, 706223-149027)
Bergtjärnen är en sjö i Strömsunds kommun i Jämtland och ingår i Ångermanälvens huvudavrinningsområde.